# USS LST-546
O USS LST-546 foi um navio de guerra norte-americano da classe LST que operou durante a Segunda Guerra Mundial.